# 和田昌裕
和田 昌裕（わだ まさひろ、1965年1月21日 - ）は、兵庫県神戸市出身の元サッカー選手、サッカー指導者。現役時代のポジションはミッドフィールダー、ディフェンダー。次男の和田篤紀 および三男の和田倫季 もサッカー選手である。

## 来歴

### 選手時代
神戸FCでプレーしていた兄の影響で小学2年生のときにサッカーを始める。1982年8月に開催されたAFCユース選手権1982 (予選)の日本代表に選出された。1983年の兵庫県立御影高校3年次に同校にとって初の全国高校サッカー選手権大会出場（1回戦で準優勝した山梨県立韮崎高校に敗退）。近くの御影工業高校には永島昭浩がおり、同学年の和田と永島はライバルと周りから目されていた。順天堂大学蹴球部では1年次に総理大臣杯に優勝。筑波大学との決勝戦では和田のゴールにより1-0で勝利した。
1987年に日本サッカーリーグ2部の松下電器産業サッカー部（1992年からガンバ大阪）に入部。三菱重工からも誘われたが関西のチームであることと永島がいることから松下に決めたという。JSL1部に復帰した1988-89シーズンにはアシスト王（9アシスト）にも輝いた。1990年7月のダイナスティカップ1990の日本代表に選出された（出場は無し）。
1993年5月16日のJリーグ開幕戦の浦和レッズ戦では前半29分にG大阪のリーグ戦チーム初得点を記録した。
1995年7月、G大阪から生まれ故郷であるヴィッセル神戸（当時ジャパンフットボールリーグ (JFL) 所属）に移籍した。1996年のJリーグ昇格に貢献し、1998年に現役を引退した。
現役時代は主に左サイドバックでプレー。

### 引退後
引退後は神戸のスタッフを歴任。2005年はヘッドコーチ、2006年からは強化部長、2007年からはチーム統括本部長を務め、2009年6月、カイオ・ジュニオールの辞任表明を受け、トップチームの監督に就任
。わずか5試合を指揮したところで三浦俊也に交代したが、フロントには戻らず、ヘッドコーチとして引き続き現場での指導者職に就いた。
2010年9月12日に三浦の監督解任を受け、再び神戸の監督に就任。「用意周到」「一致団結」「プライド」「信頼」のキーワードで自らの考えを選手に示し、スタメンから遠ざかっていたMF吉田孝行、2種登録のFW小川慶治朗を抜擢するなど、前監督とは異なるスタイルでチームを指揮。シーズン終盤7試合では戦術が浸透し、上位チームにも屈さず見事大逆転でのJ1残留を成し遂げた。2011年も引き続き監督を続投。和田自身は初の1シーズン通しての監督業だったがクラブ史上最高順位となる9位でシーズンを終えた。
翌2012年は目標を「AFCチャンピオンズリーグ出場権を獲得する4位以内」としたが、リーグ戦・ナビスコ杯で通算6連敗するなどし、リーグ戦では第8節時点で3勝5敗の13位に低迷。成績不振を理由に同年4月30日付で監督を解任された。同年7月1日付で神戸のシニアディレクターに就任。
2013年2月1日より神戸の運営会社のクリムゾンフットボールクラブの取締役副社長に就任したが、松下電器～ガンバ大阪時代のコーチであったヴィタヤ・ラオハクルに誘われ、同年11月末でクリムゾンフットボールクラブ副社長を辞任し、ヴィッセル神戸の提携クラブでもあったタイ・プレミアリーグのチョンブリーFCの監督に就任。タイ・リーグの日本人監督には滝雅美がいたが、1部で指揮する日本人監督は和田が初となった。チョンブリーではリーグ戦でブリーラム・ユナイテッドと最後まで優勝争いを演じ、2014年シーズンのタイ・プレミアリーグ年間最優秀監督賞を受賞した。
2014年12月、J2・京都サンガF.C.から2015年シーズンの監督就任が発表された が、2015年7月10日に成績不振により解任された。解任時点でチームは18位と低迷していた。
2015年10月22日、タイ・プレミアリーグのポートFCの監督に就任したが、ディビジョン1降格を回避することができず、翌2016年も続投したが、7月11日に成績不振により解任された。
2016年9月1日、タイ・プレミアリーグのシーサケートFCの監督に就任。1部残留を果たし、シーズン終了後に退任。
2016年12月、ツエーゲン金沢代表取締役ゼネラルマネージャーの西川圭史からオファーを受け、同クラブの強化・アカデミー本部長に就任。トップチームおよびアカデミーの現場とフロントを一つにまとめる役割を担った。
2020年1月31日、家庭の事情により金沢の強化・アカデミー本部長を退任。同年2月4日にG大阪の強化アカデミー担当参与に就任した。同年4月14日にG大阪の取締役GMに就任。2023年シーズンをもってG大阪のGMに退任した。
2024年シーズン、ツエーゲン金沢のGMに就任した。

## 所属クラブ
- 神戸市立上野中学校[5]
- 1980年 - 1982年 兵庫県立御影高等学校[1]
- 1983年 - 1986年 順天堂大学[1]
- 1987年 - 1995年  松下電器/ガンバ大阪[1]
- 1995年 - 1998年  ヴィッセル神戸[1]

## 個人成績
| 国内大会個人成績 | 国内大会個人成績 | 国内大会個人成績 | 国内大会個人成績 | 国内大会個人成績 | 国内大会個人成績 | 国内大会個人成績    | 国内大会個人成績    | 国内大会個人成績 | 国内大会個人成績 | 国内大会個人成績 | 国内大会個人成績 |
| 年度             | クラブ           | 背番号           | リーグ           | リーグ戦         | リーグ戦         | リーグ杯            | リーグ杯            | オープン杯       | オープン杯       | 期間通算         | 期間通算         |
| 年度             | クラブ           | 背番号           | リーグ           | 出場             | 得点             | 出場                | 得点                | 出場             | 得点             | 出場             | 得点             |
| 日本             | 日本             | 日本             | 日本             | リーグ戦         | リーグ戦         | JSL杯/Jリーグカップ | JSL杯/Jリーグカップ | 天皇杯           | 天皇杯           | 期間通算         | 期間通算         |
| ---------------- | ---------------- | ---------------- | ---------------- | ---------------- | ---------------- | ------------------- | ------------------- | ---------------- | ---------------- | ---------------- | ---------------- |
| 1987             | 松下             | 25               | JSL2部           | 22               | 11               | 2                   | 0                   |                  |                  |                  |                  |
| 1988-89          | 松下             | 17               | JSL1部           | 20               | 1                | 0                   | 0                   |                  |                  |                  |                  |
| 1989-90          | 松下             | 17               | JSL1部           | 21               | 1                | 1                   | 0                   |                  |                  |                  |                  |
| 1990-91          | 松下             | 12               | JSL1部           | 18               | 0                | 1                   | 0                   |                  |                  |                  |                  |
| 1991-92          | 松下             | 9                | JSL1部           | 22               | 0                | 3                   | 0                   |                  |                  |                  |                  |
| 1992             | G大阪            | -                | J                | -                | -                | 9                   | 0                   | 3                | 0                | 12               | 0                |
| 1993             | G大阪            | -                | J                | 34               | 2                | 6                   | 0                   | 2                | 0                | 42               | 2                |
| 1994             | G大阪            | -                | J                | 3                | 0                | 0                   | 0                   | 0                | 0                | 3                | 0                |
| 1995             | G大阪            | -                | J                | 12               | 0                | -                   | -                   | 0                | 0                | 12               | 0                |
| 1995             | 神戸             | 4                | 旧JFL            | 16               | 2                | -                   | -                   | 3                | 0                | 19               | 2                |
| 1996             | 神戸             | 7                | 旧JFL            | 30               | 0                | -                   | -                   | 3                | 0                | 33               | 0                |
| 1997             | 神戸             | 7                | J                | 0                | 0                | 2                   | 0                   | 2                | 0                | 4                | 0                |
| 1998             | 神戸             | 7                | J                | 0                | 0                | 0                   | 0                   | 0                | 0                | 0                | 0                |
| 通算             | 日本             | 日本             | J                | 49               | 2                | 17                  | 0                   | 7                | 0                | 73               | 2                |
| 通算             | 日本             | 日本             | JSL1部           | 81               | 2                | 5                   | 0                   |                  |                  |                  |                  |
| 通算             | 日本             | 日本             | JSL2部           | 22               | 11               | 2                   | 0                   |                  |                  |                  |                  |
| 通算             | 日本             | 日本             | 旧JFL            | 46               | 2                | -                   | -                   | 6                | 0                | 52               | 2                |
| 総通算           | 総通算           | 総通算           | 総通算           | 198              | 17               | 24                  | 0                   |                  |                  |                  |                  |

その他の公式戦
- 1990年
  - コニカカップ 1試合0得点
- 1991年
  - コニカカップ 5試合0得点

## 指導歴・職歴
- 1998年 - 2013年  ヴィッセル神戸
  - ホームタウン事業部普及指導コーチ
  - サテライトコーチ
  - ジュニアユース監督
  - コーチ
  - 2005年 ヘッドコーチ
  - 2006年 強化部長
  - 2007年 - 2009年6月 チーム統括本部長[1]
  - 2009年6月 - 同年8月 監督[29]
  - 2009年8月 - 2010年9月 ヘッドコーチ[1]
  - 2010年9月 - 2012年4月 監督 [1]
  - 2012年7月 シニアディレクター[1]
  - 2013年 クリムゾンフットボールクラブ取締役副社長[1]
- 2014年  チョンブリーFC 監督 [1]
- 2015年1月 - 同年7月  京都サンガF.C. 監督 [23]
- 2015年10月 - 2016年7月  ポートFC 監督 [23]
- 2016年8月 - 10月  シーサケートFC 監督[23]
- 2017年 - 2020年1月  ツエーゲン金沢 強化・アカデミー本部長[23]
- 2020年2月 - 2020年4月  ガンバ大阪 強化アカデミー担当参与[23]
- 2020年4月 - 2023年  ガンバ大阪 取締役GM[30]
- 2024年 -  ツエーゲン金沢 GM

## 監督成績
| 年度   | 所属   | クラブ | リーグ戦 | リーグ戦 | リーグ戦 | リーグ戦 | リーグ戦 | リーグ戦 | カップ戦   | カップ戦  | 備考                     |
| 年度   | 所属   | クラブ | 順位     | 勝点     | 試合     | 勝       | 分       | 敗       | ナビスコ杯 | 天皇杯    | 備考                     |
| ------ | ------ | ------ | -------- | -------- | -------- | -------- | -------- | -------- | ---------- | --------- | ------------------------ |
| 2009   | J1     | 神戸   | -        | 5        | 5        | 1        | 2        | 2        | -          | -         | 第16節から第20節まで指揮 |
| 2010   | J1     | 神戸   | -        | 17       | 12       | 4        | 5        | 3        | -          | 3回戦敗退 | 第23節から指揮           |
| 2011   | J1     | 神戸   | 9位      | 46       | 34       | 13       | 7        | 14       | 1回戦敗退  | 3回戦敗退 |                          |
| 2012   | J1     | 神戸   | -        | 9        | 8        | 3        | 0        | 5        | -          | -         | 第8節終了後に解任        |
| 2015   | J2     | 京都   | -        | 22       | 22       | 6        | 4        | 12       | -          | -         | 第22節終了後に解任       |
| J1通算 | J1通算 | J1通算 | J1通算   | -        | 59       | 21       | 14       | 24       |            |           |                          |
| J2通算 | J2通算 | J2通算 | J2通算   | -        | 22       | 6        | 4        | 12       |            |           |                          |

## タイトル

### 選手時代
順天堂大学
- 総理大臣杯全日本大学サッカートーナメント：1回（1983）[7]

松下電器産業サッカー部/ガンバ大阪
- 日本サッカーリーグ アシスト王：1回（1988-89）
- 天皇杯 JFA 全日本サッカー選手権大会：1回（1990）

### 個人
- タイ・プレミアリーグ 年間最優秀監督賞：1回（2014）[19]